# William Denny and Brothers
William Denny and Brothers Limited, oft auch einfach Denny genannt, war eine am Fluss Leven gelegene Schiffswerft in Dumbarton, Schottland. Das 1844 gegründete Unternehmen stellte 1963 den Betrieb ein. Gemessen an der Anzahl der gebauten Schiffe, hatte Denny den höchsten Ausstoß aller Werften im Gebiet des Clyde.

## Geschichte

### Anfangszeit
1814 baute William Denny das erste auf der Themse eingesetzte Dampfschiff.
Das eigentliche Unternehmen Denny Brothers wurde 1844 von William Denny’s drei Söhnen William Junior, Alexander und Peter gegründet. Schon 1849 änderte man den Namen in William Denny and Brothers und zog vom vorher genutzten Wood Yard zu einer neu erstellten Werft am Ostufer des Leven, nahe an der Mündung des Flusses in den Clyde.

### William Denny

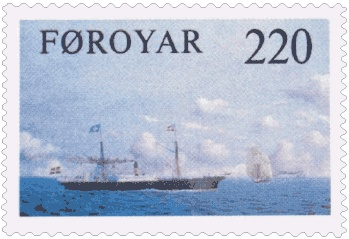
Briefmarke mit der 1856 bei Denny gebauten Arcturus

Der dritte Bruder der drei Unternehmensgründer, William Denny, welcher bis 1849 noch als Chefkonstrukteur bei Robert Napier & Sons gearbeitet hatte, nahm in der neuen Denny-Werft seine Arbeit auf. Er war es, der hinter dem ersten seegehenden Dampfschiff und einer Reihe anderer Innovationen stand, die den Namen Denny bekannt machten. So führte man ab etwa 1870 im eigenen Versuchsbecken Schleppversuche mit verschiedenen Schiffsprototypen für den Fährdienst auf dem Ärmelkanal durch, die im Auftrag der belgischen Regierung entstehen sollten, und vermied auf diese Weise Konventionalstrafen in resultierenden Bauorders. Der Schlepptank ist bis heute erhalten und wird als Museum genutzt. Auch die ersten stählernen Dampfschiffe entstanden um diese Zeit bei Denny.
Peter Denny entwickelte die Beteiligungen der Werft an Reedereien, wie der British & Burmese Steam Navigation Company aus Glasgow, der Irrawaddy Flotilla Company, sowie der La Platense Flotilla. Die Werft lieferte daher auch nahezu alle Neubauten für die Reedereien British India Line und British & Burmese Steam Navigation Co. Ltd. William Denny beging 1887, ein Jahr bevor die Werft an der Glasgow-Ausstellung teilnahm, Selbstmord.

### Weitere Innovationen

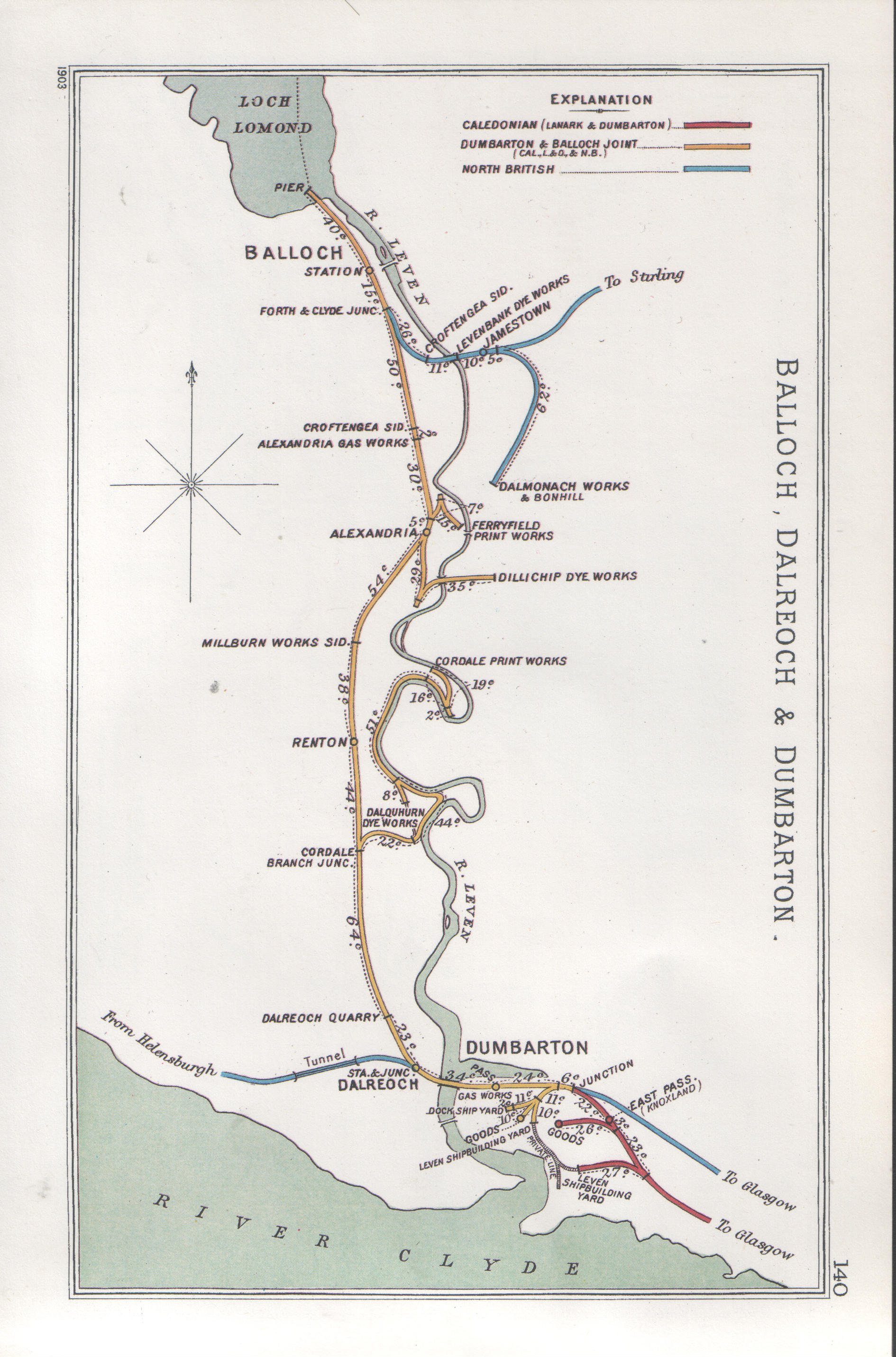
Lageplan der Leven Werft

Während man 1890 den Raddampfer Duchess of Hamilton erstellte, entstand schon 1894 der von zwei Propellern angetriebene Dampfer Duke of York. 1899 lag die Werft, gemessen an der produzierten Tonnage, schon an zweiter Stelle in Großbritannien. Nachdem Denny schon früh mit dem Bau von Kanalfähren begonnen hatte, besaß die Werft um 1900 den Ruf, der führende Anbieter in diesem Schiffbausegment zu sein. Diese Reputation sollte sich die Werft bis zum Ende erhalten. Ein weiteres bemerkenswertes Schiff dieser Epoche war das erste turbinengetriebene Handelsschiff, die King Edward. Sie besaß zudem anfangs fünf Propeller auf drei Wellen, wobei die äußeren Doppelpropeller 1906 jedoch auf Einzelpropeller umgebaut wurden. Erst 1952 wurde die King Edward in Troon abgebrochen.
Ab 1905 gelang es Denny Brothers, eine Reihe von Bauaufträgen der Admiralität für Torpedoboote, Zerstörer, U-Boote und mehrere Hospitalbinnenschiffe für die Royal Navy zu gewinnen und auch auf diesem Gebiet Fuß zu fassen.
Eine weitere „Spezialität“ dieser Zeit stellten die großen Kühlschiffe für Reedereien aus Neuseeland und Spanien dar. Technisch herausragend war in diesem Zusammenhang die Otaki der New Zealand Shipping Co Ltd. Das Schiff mit seinen drei Propellern war das erste weltweit, dessen beide Außenpropeller durch Dreifachexpansions-Dampfmaschinen angetrieben wurden, während der mittlere Propeller einen Dampfturbinenantrieb erhielt.
1911 wurde die dampfturbinengetriebene Ärmelkanalfähre Riviera gebaut. Die South Eastern and Chatham Railway Company erhielt die erste turbinengetriebene Ärmelkanalfähre, die Queen und die Schiffe Onward, Invicta, Victoria und Empress für den Fährdienst Dover-Calais. Für den Fährdienst, den die London, Brighton and South Coast Railway zusammen mit der französischen Staatsbahn zwischen Newhaven und Dieppe betrieb, baute die Werft 1913 den Turbinendampfer Paris, der mit seinen Yarrow-Kesseln und Getriebe-Dampfturbinen vom Parsons-Typ, Geschwindigkeiten über 25 Knoten erreichte.

### Die Weltkriege
Um 1914 war die Werft mit ihren 2150 Mitarbeitern in der Lage, etwa 45.000 Tonnen Schiffsraum pro Jahr zu bauen. Obgleich die Erfahrungen beim Bau und der Weiterentwicklung von Turbinen- und Fährschiffsbau am stärksten ausgeprägt waren, deckten die Baumöglichkeiten den kompletten Bereich des Handelsschiffbaus ab und reichten auch weit in den Militärschiffbau hinein. Ein Bauauftrag über 150 Kampfflugzeuge konnte 1917 ebenfalls erlangt werden. 1918 fasste man den Schiffbaubereich auf der Leven-Werft und das ebenfalls in Dumbarton beheimatete Tochterunternehmen Denny and Co., das zunächst für den Dampfmaschinenbau und später für die Herstellung von Schiffsdieseln zuständig war, zu einer einzelnen Limited-Gesellschaft William Denny and Brothers Ltd. zusammen.
Bis Ende 1919 baute Denny Brothers das Turbinenpassagierschiff Curraghmore. Ein Jahr darauf schloss man die Werft bis 1923. Später entstanden wieder Fähren, sowie vierzehn Linienfrachter, welche die Werft, neben Aufträgen für die Royal Navy und einer großen Passagierfähre für die Reederei Canadian Pacific, durch die Zeit der Weltwirtschaftskrise brachten.
In den 1930er Jahren wurden überwiegend herkömmliche Handelsschiffe gebaut. Die bedeutendste Neuerung des Unternehmens in diesem Jahrzehnt, war die zusammen mit der Edinburgher Firma Brown Brothers and Co. gemachte Einführung des Denny-Brown-Stabilisators für Schiffe. Ebenfalls erwähnenswert war der Bau einer Autofähre, die später zum Hilfsminenleger umgebaut wurde. 1939 wandelte man die Firma zur Aktiengesellschaft (Limited Company) um.
Vor und während des Zweiten Weltkriegs baute Denny zwölf Zerstörer, davon zwei der Tribal-Klasse, zwölf Sloops, zwei Minensucher, zwei Dampfkanonenboote und eine große Panzertransportfähre. Zusätzlich wurden zwölf Linienfrachter, eine Kanalfähre, vier Raddampfer und zwei Standardtramper für Indien sowie drei Flugzeugtransporter abgeliefert.

### Nachkriegsjahre

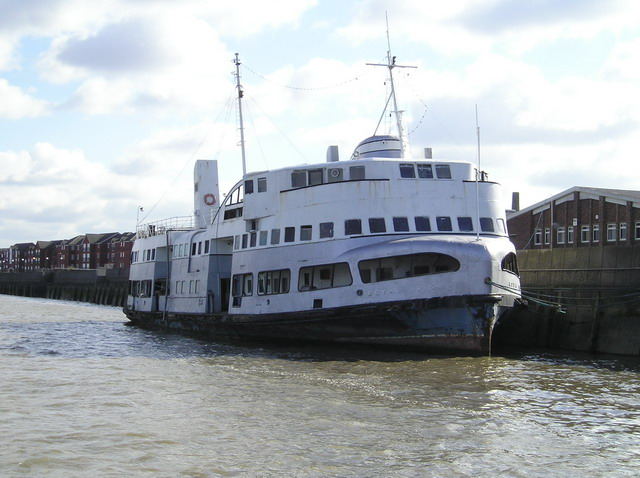
Die 1950 bei Denny gebaute Royal Iris

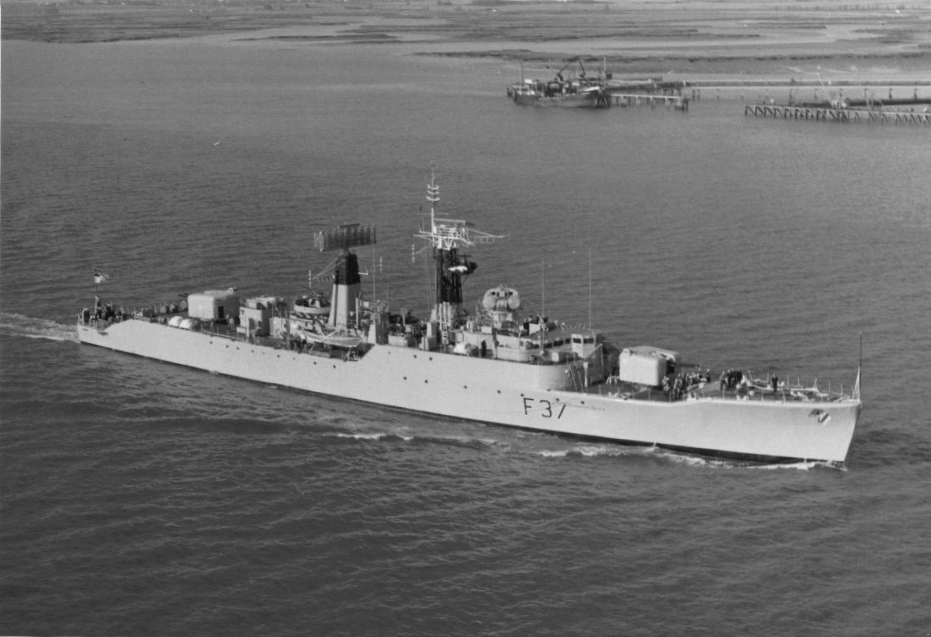
Die 1959 bei Denny als letztes Kriegsschiff gebaute Fregatte HMS Jaguar

In den ersten Nachkriegsjahren beendete die Werft den Bau kleinerer Fahrzeuge und verringerte ihre Hellinganzahl auf fünf. Das Bauprogramm konzentrierte sich daraufhin auf seegehende Frachtschiffe, Fähren, Ausflugsdampfer, für Schottland bestimmte Fischereischutzschiffe sowie eine Fregatte. Im Zuge des durch den Transport Act 1947 beschlossenen Aufbaus der British Railways stellte Dennys in den Jahren 1947 bis 1961 zehn große Passagierfähren her. Darunter war auch die Autofähre Princess Victoria, bei deren Untergang am 31. Januar 1953 179 Passagieren und Besatzungsmitgliedern starben und nur 44 Personen gerettet wurden. Weitere Fähren entstanden für die Isle of Wight, die Kanalinseln und andere britische Auftraggeber. In den späten 1950er Jahren baute man einige der damals noch verhältnismäßig neuartigen RoRo-Fähren. 1959 baute die Wert mit der Luftabwehrfregatte HMS Jaguar ihr letztes Kriegsschiff.
Nachdem die Werft 1959 modernisiert wurde, hatte sie 1961 etwa 1800 Beschäftigte. Schon 1963 wurde das Unternehmen jedoch liquidiert, da es nicht gelang, genügend Bauaufträge, insbesondere im damals angestrebten Segment der Bulkcarrier zu gewinnen. Die Werft wurde später abgebrochen und auf dem Gelände an der ehemaligen Ausrüstungspier eine Sägemühle gebaut.

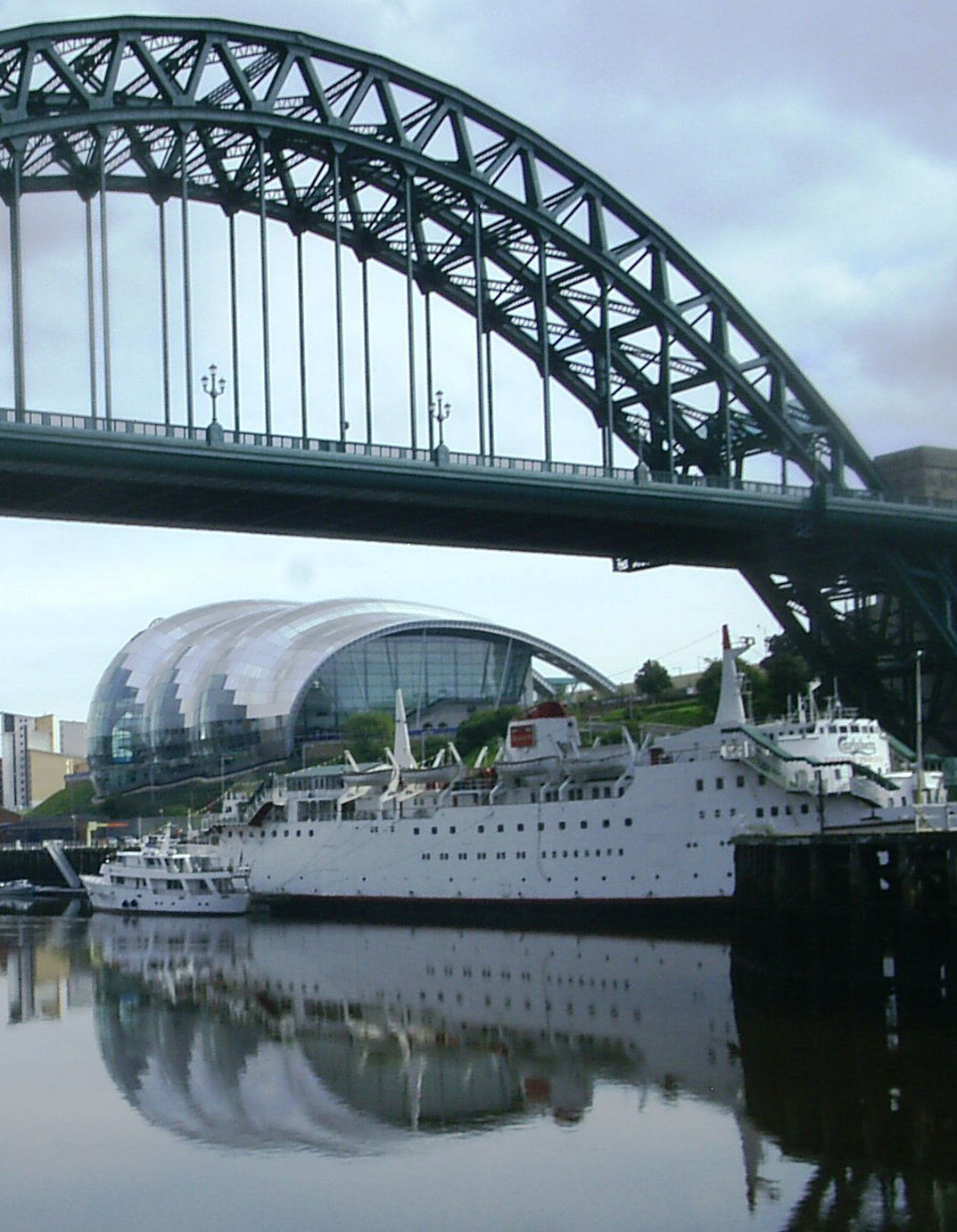
Die 1961 bei Denny gebaute und 2008 abgebrochene Tuxedo Princess

Außer dem als Museum erhaltenen Denny-Schlepptank und den vielen im Schiffbau umgesetzten Innovationen beschäftigte sich die Werft auch mit der Hovercraft-Technologie und der Weiterentwicklung des Hubschraubers. Eher unbekannt ist, dass, außer einigen anderen erhaltenen Schiffen der Werft, auch die berühmte Cutty Sark auf der Denny Brothers Werft fertiggestellt wurde, nachdem die eigentliche Bauwerft, Scott and Linton, Konkurs gegangen war.